# Cao Kun

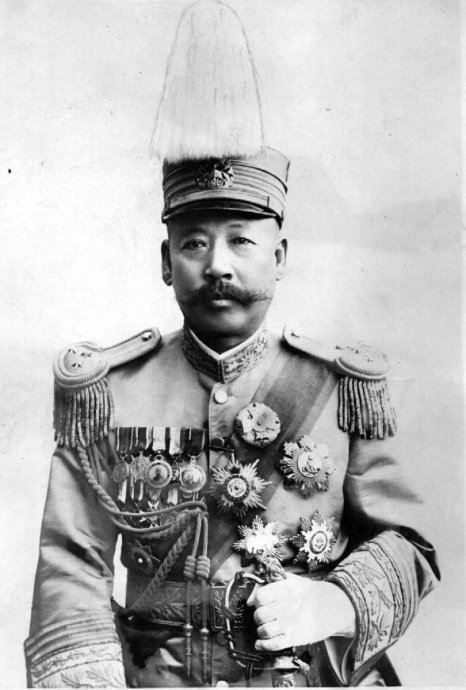
Cao Kun

Cao Kun (曹锟, Volljährigkeitsname Zhongshan 仲珊; * 12. Dezember 1862 in Tianjin; † 4. Juni 1938 ebenda) war ein chinesischer Warlord, Präsident der Republik China, Führer der Zhili-Clique in der Beiyang-Armee und Treuhänder der Katholischen Universität von Peking (Vorgänger der Katholischen Fu-Jen-Universität).
Cao wurde in eine arme Familie in Tianjin geboren. 1894, während des Ersten Chinesisch-Japanischen Krieges, wurde er für die Kämpfe in Choson von der Armee rekrutiert. Nach dem Krieg schloss er sich der Beiyang-Armee von Yuan Shikai an, der seinen Aufstieg protegierte. Zur Zeit der Xinhai-Revolution von 1911 war er zum Divisionskommandeur aufgestiegen.
Nach dem Tod von Feng Guozhang 1919 wurde er Führer der Zhili-Clique. Während der Wahl von 1918 hatte ihm Duan Qirui im Fall seiner Wahl die Vizepräsidentschaft zugesagt. Die gewählte Nationalversammlung erlangte in der Abstimmung jedoch keine Beschlussfähigkeit, weshalb kein Vizepräsident gewählt wurde. Cao Kun fühlte sich von Duan verraten und besiegte ihn 1920 in einer Schlacht.
Er setzte den Rücktritt der Präsidenten Xu Shichang und Li Yuanhong durch und trat später selbst für das Amt an. Es wurde darüber berichtet, er habe seiner Präsidentschaftskandidatur durch Zahlung von 5000 Silberstücken je Abgeordnetenstimme zum Erfolg verholfen. Das Amt übte er vom 10. Oktober 1923 bis 2. November 1924 aus, da sich kein beschlussfähiges Parlament zu seiner Abwahl einfand.
Als eine seiner ersten Amtshandlungen als Präsident proklamierte er am 10. Oktober 1923 das Inkrafttreten einer fortschrittlichen chinesischen Verfassung, welche wirkungslos blieb.
Im Oktober 1924, während eines Krieges gegen Zhang Zuolin, putschte Feng Yuxiang gegen Cao Kun, besetzte Peking, zwang ihn zum Rücktritt und nahm ihn in Haft. Sein Bruder, Cao Rui, wurde unter Hausarrest gestellt und beging Suizid.
Nach zwei Jahren Arrests wurde Cao Kun als Geste des guten Willens gegenüber Wu Peifu von Feng Yuxiang freigelassen.